# Cabinda-Konflikt

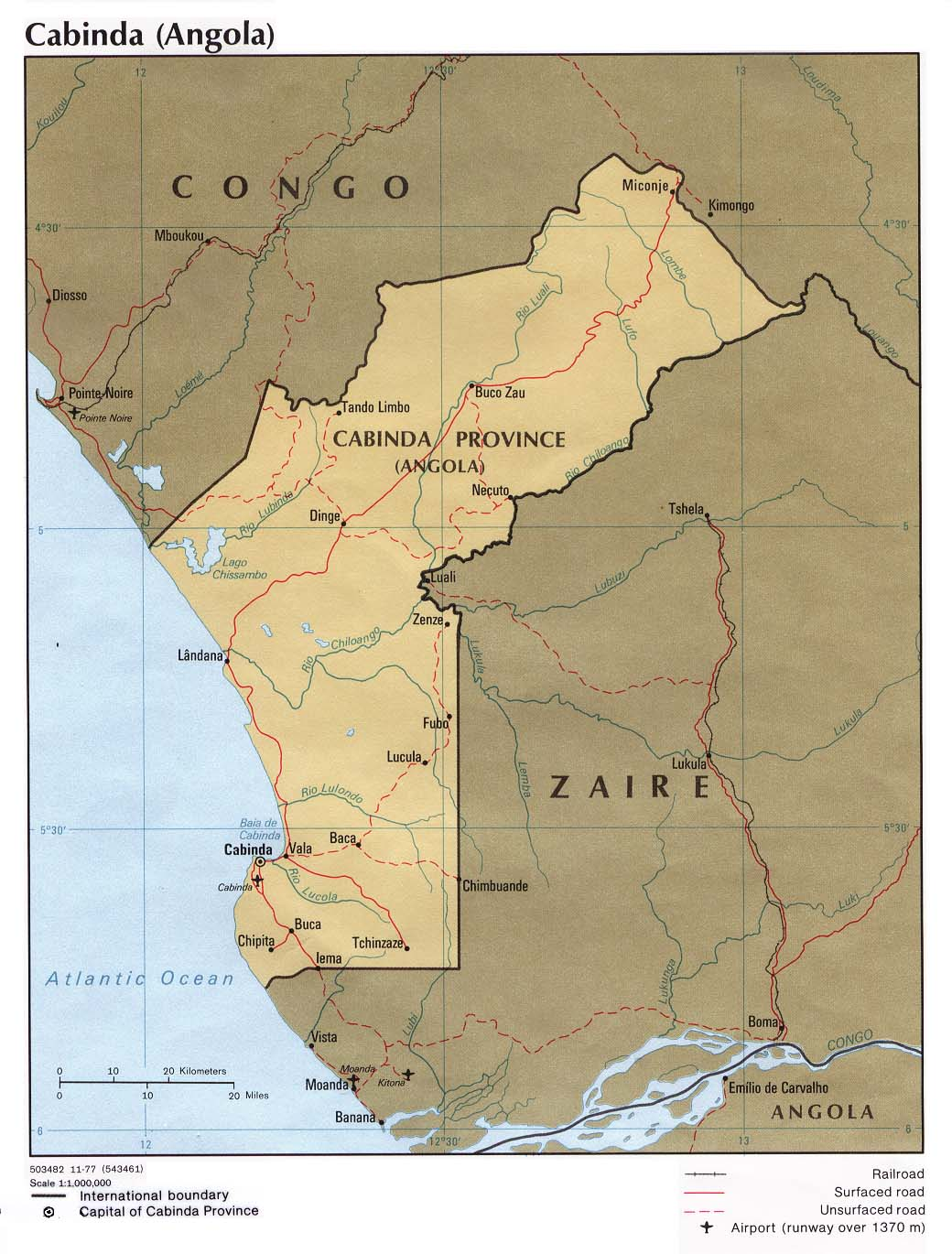
Karte der Provinz Cabinda, auf der die Demokratische Republik Kongo noch als „Zaire“ bezeichnet wird

Der Cabinda-Konflikt ist ein Konflikt zwischen der Befreiungsfront für Cabinda, Frente para a Libertação do Enclave de Cabinda (FLEC) auf der einen Seite und der Regierung Angolas auf der anderen um eine Sezession beziehungsweise staatliche Unabhängigkeit der Exklave Cabinda. Die Wurzeln des Konflikts reichen zurück in die portugiesische Kolonialzeit und den Portugiesischen Kolonialkrieg und haben ihren Ursprung in der Forderung, die Überseeprovinz (portugiesische Bezeichnung) Cabinda solle eine unabhängige Republik werden. Die FLEC kämpfte zunächst in den Jahren 1963 bis 1974/1975 gegen die portugiesische Kolonialregierung; noch vor der Unabhängigkeit Angolas 1975 besetzten angolanische Truppen das Gebiet, das bis dahin keine administrativen oder sonstige Verbindungen nach Angola hatte, und der Kampf richtete sich gegen diese. Seitdem ist der latente und manifeste Konflikt in der Enklave einer der am längsten dauernden Afrikas. Im Jahr 2006 wurde ein Friedensabkommen unterzeichnet, wiewohl die Unterzeichner seitens der FLEC keine vorzeigbare Berechtigung hatten, eine solche Vereinbarung zu treffen. Der Konflikt flammte im Frühjahr 2010 wieder auf, als Guerillas einen Bus mit Fußballspielern aus Togo angriffen, wofür sich die Cabinda-Führung im Exil entschuldigte.

## Hintergrund
Cabinda wurde nie als Teil des portugiesischen Angola gesehen und hatte keine geographischen oder historischen Verbindungen zu dieser Kolonie. Als Angola 1975 unabhängig wurde, wurde Cabinda nicht konsultiert und im Alvor-Übereinkommen vom Januar 1975 „in diesem Kontext“ einfach zu einem integralen Bestandteil Angolas erklärt. Einer der Unterzeichner, der nachmalige portugiesische Ministerpräsident (ab Herbst 1975) de Azevedo erklärte das Schriftstück später zu einem Fetzen Papier ohne Wert. Cabindas riesige Öl-Ressourcen offshore, die 60 Prozent von Angolas Ölreserven ausmachen, könnten zur Dauerhaftigkeit der Auseinandersetzung beigetragen haben.

## Der Konflikt

Geplante Flagge der Republik Cabinda

1963 trat die FLEC zu anderen Befreiungsbewegungen, die die portugiesische Kolonialmacht während der portugiesischen Kolonialkriege bekämpften. Als diese Kriege mit Waffenstillstands-Unterzeichnung und der vollen Unabhängigkeit für alle Kolonien endeten, nahm die FLEC an den Verhandlungen über Waffenruhe nicht teil, und die Unabhängigkeitsbewegung wurde weder von Portugal noch von Angola anerkannt. Vom 8. bis 11. November des Jahres 1974 hatte Angola mit kubanischer Hilfe bereits die Kontrolle über die städtischen Gebiete der Enklave übernommen und unterwarf das Gebiet so einem langen Guerilla-Krieg. Unterdessen stürzte Angola kurze Zeit nach dem Alvor-Übereinkommen selbst in den Bürgerkrieg, einen der längsten Afrikas, was die Prioritäten der MPLA-Regierung den Cabinda-Konflikt betreffend änderte. Zweifellos profitierte die FLEC davon, sah sich aber umso größeren Problemen gegenüber, sobald der Bürgerkrieg im Mutterland im Jahr 2002 endete. Im Jahr 2006 unterzeichnete man einen Waffenstillstand, der sich aber als unwirksam erwies. Dennoch erklärte die Regierung von Angola das Ende der Rebellion, obwohl sich die Situation bis heute nicht grundsätzlich geändert hat. Es gibt die optimistische Einschätzung, dass die Exilregierung 85 Prozent der separatistischen Enklave kontrolliert.
Die im Sommer 2011 erklärte deutsche Absichtserklärung zur Lieferung von Schnellbooten an Angola ist im Zusammenhang mit dem Konflikt zu sehen.